# Ambiciones (serie de televisión)
Ambiciones es una serie de televisión coproducida por Diagonal TV y BRB Internacional y emitida por Antena 3 en el año 1998. Está basada en una novela de Corín Tellado.

## Reparto
- Blanca Apilánez
- Ernesto Collado ... Guillermo
- Jordi Dauder ...  Álvaro Quiroga
- Alicia Escurriola
- Nacho Fresneda
- Manuel Galiana ...  Javier Terol
- Josep Linuesa
- Julia Martínez
- Inés Morales
- Mara González
- Jaime Pujol ... Gustavo
- Albert Forner
- Joan Llaneras
- Melanie Olivares